# Száklávja ostroma
Száklávja ostroma a Bagdadtól nyugatra 50 km-re fekvő Száklávja város ostroma volt, melyet az ISIL indított az iraki polgárháború idején.

## Események

### Az ostrom
Az ostrom akkor kezdődött, mikor az ISIL elfoglalta Sicher táborát, és elvágta a Sicherbe vezető főutat, így megnyílt az őt Száklávja ostroma előtt.  körbezárt katonáknak sem étel, sem italutánpótlása nem volt. Az ISIL, miután a környéket katonai álruhában a fennhatóságuk alá hajtotta, szeptember 21-én lépett be az 1000 katonát állomásoztató Száklávja táborába. A körbezárt katonák rögtön arra gondoltak, hogy az erősítés érkezett meg, melyet a kormány vezényelt ide. Ihab Hashim azt mondta: „Két, robbanószerekkel megrakott jármű robbant fel, miközben három dzsihádista a robbanóöveit élesítette.” Az 1000-ből 200 katona tudott sikeresen kimenekülni a táborból. Öt katona azt nyilatkozta a The Washington Postnak, hogy az ezerből 300-500 katona meghalt, további 100 pedig vagy meghalt, vagy elrabolták őket, vagy bujdokolnak. A maradék 400 katonát a táborban tartották fogva, míg végül közülük 300-at megöltek.
Az iraki parlament egyik képviselője, Abdul-Hussein al-Mousawi, azt mondta „az ISIS a két város különféle helyei 230 embert ejtett fogságba.”

### Katonai erőfeszítések
Szeptember 20-22-én az anbári hadműveleti parancsnok, Rashid Flayih szerint sikeresen áttörték a mintegy 400 katonát fogva tartó ostromgyűrűt, de végül 300 katonát elvesztettek, miután klórgázt vetettek be, az ISIL katonai ruhába öltözött tagjai pedig öngyilkos merényletekben több Humveet is felrobbantottak. Az iraki katonák megpróbálták feltartóztatni az ISIL konvoját, miközben a túlélők csoportokba verődtek, és megpróbálták elhagyni a tábort. Így végül az Iszlám Állam könnyedén bevehette.
Irak új miniszterelnöke, Haider al-Abadi elrendelte az alakultok vezetőinek letartóztatását és a katonaság kihallgatását. Al-Abadi szóvivője azt mondta: „Az Iraki Fegyveres Erők főparancsnoka szeptember 18-án elrendelte, hogy a Száklávjában körülzárt katonák részére azonnal küldjenek erősítést, valamint növeljék az ISIL bázisai ellen indított támadások hevességét.” Más katonai források viszont arról számoltak be, hogy a biztonsági parancsnokok nem engedelmeskedtek a rendeletnek, így a miniszterelnöknek a terroristaellenes erőket kellett bevetnie, hogy letartóztassa őket. Sok forrás szerint a miniszterelnök meneszteni akarta azokat a Malíki-párti tisztviselőket, akik nem engedelmeskedtek az utasítésainak.

## Lásd még
- Észak-iraki offenzíva (2014. június)